# Georges Jametel
Pour les autres membres de la famille, voir Famille Jametel.
Georges Jametel, né le 18 avril 1859 à Saint-Pétersbourg et mort le 16 mars 1944 à Paris, est un diplomate et sportif français.

## Biographie
Georges Maurice Ernest Jametel est le fils du banquier Ernest Jametel (1824-1876) et de Marie-Camille Sorelle (1830-1921), et le neveu de Gustave-Louis Jametel. Élève au collège Rollin, il opte pour la carrière diplomatique, et devient attaché et secrétaire d'ambassade.
Le 22 juin 1899, il épouse la princesse Marie de Mecklenbourg-Strelitz, fille du grand-duc Adolphe-Frédéric V de Mecklembourg-Strelitz et de la duchesse Élisabeth d'Anhalt. Le mariage se déroule dans la chapelle catholique St. Elizabeth (en) à Richmond Park, près de White Lodge, la propriété de la grand-tante de son épouse, la duchesse de Teck Marie-Adélaïde de Cambridge, avec la bénédiction nuptiale donnée par Mgr Le Clerc, puis une seconde cérémonie eut lieu dans l'église anglicane de Kew. Le déjeuner se déroula chez le grand-oncle de Marie, le duc de Cambridge. Ils eurent deux enfants :
- comte George Jametel (1904-1982)
- Marie Auguste Jametel (1905-1969), comtesse Nemerow, épouse de Karl von Barton gennant von Stedman.

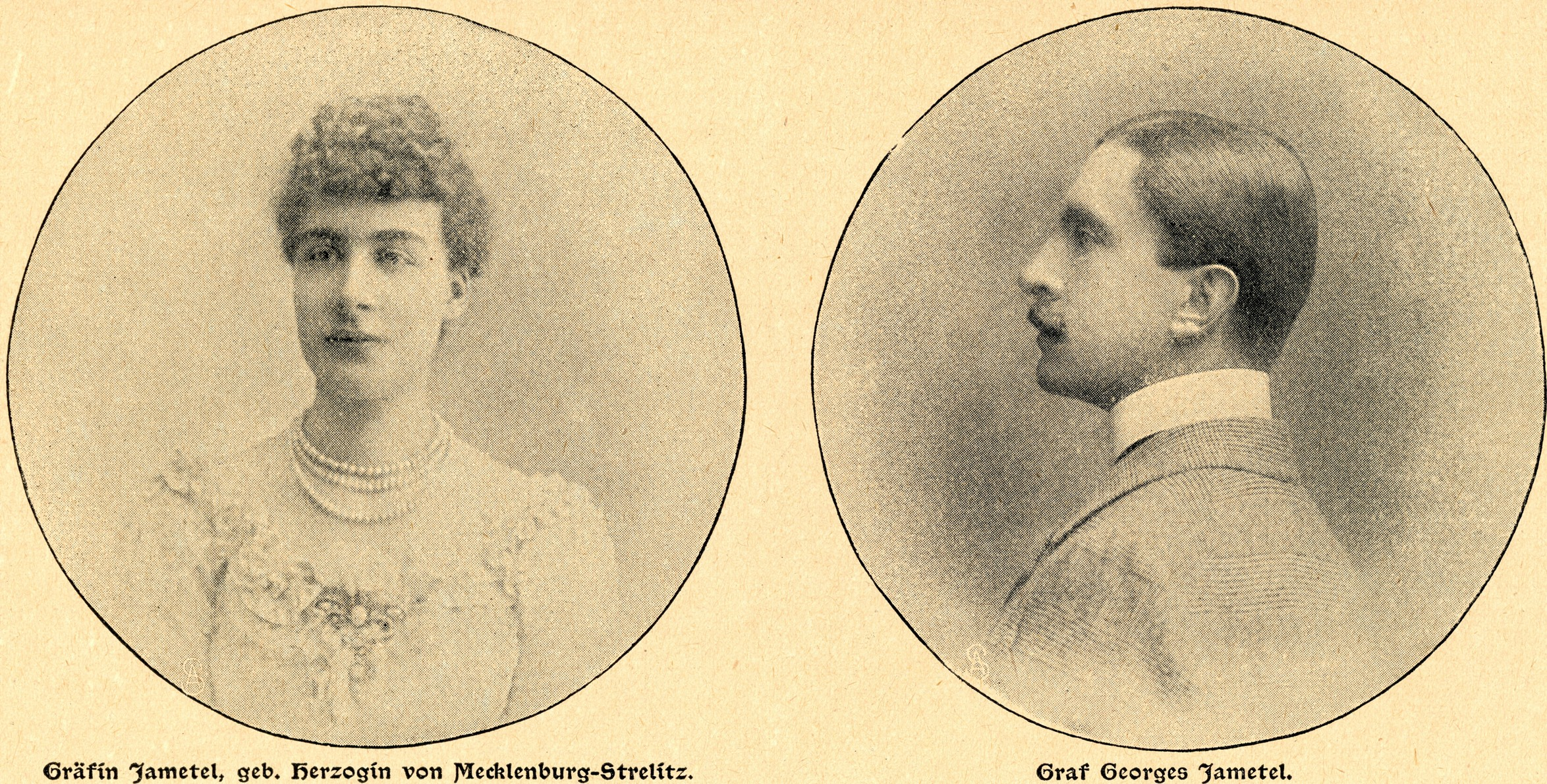
La comtesse et le comte Jametel

Marie et George reçurent une somme de 200 000 dollars du père de Marie pour s'installer. Ils vécurent à Paris, avec une maison de campagne à Saint-Germain-en-Laye (la villa Marie) et une autre dans la Manche, à Beaumont-Hague (Rochemer). Il se fait également construire le cottage de la Mailleraye, sur le front de mer à La Hague, en 1914. Créé graf von Jametel par son beau-père lors de son mariage, il est fait grand-croix de l'ordre de la Couronne de Wende et de l'ordre équestre du Saint-Sépulcre de Jérusalem, et chevalier affilié de l'ordre Teutonique de Sainte-Marie de Jérusalem.

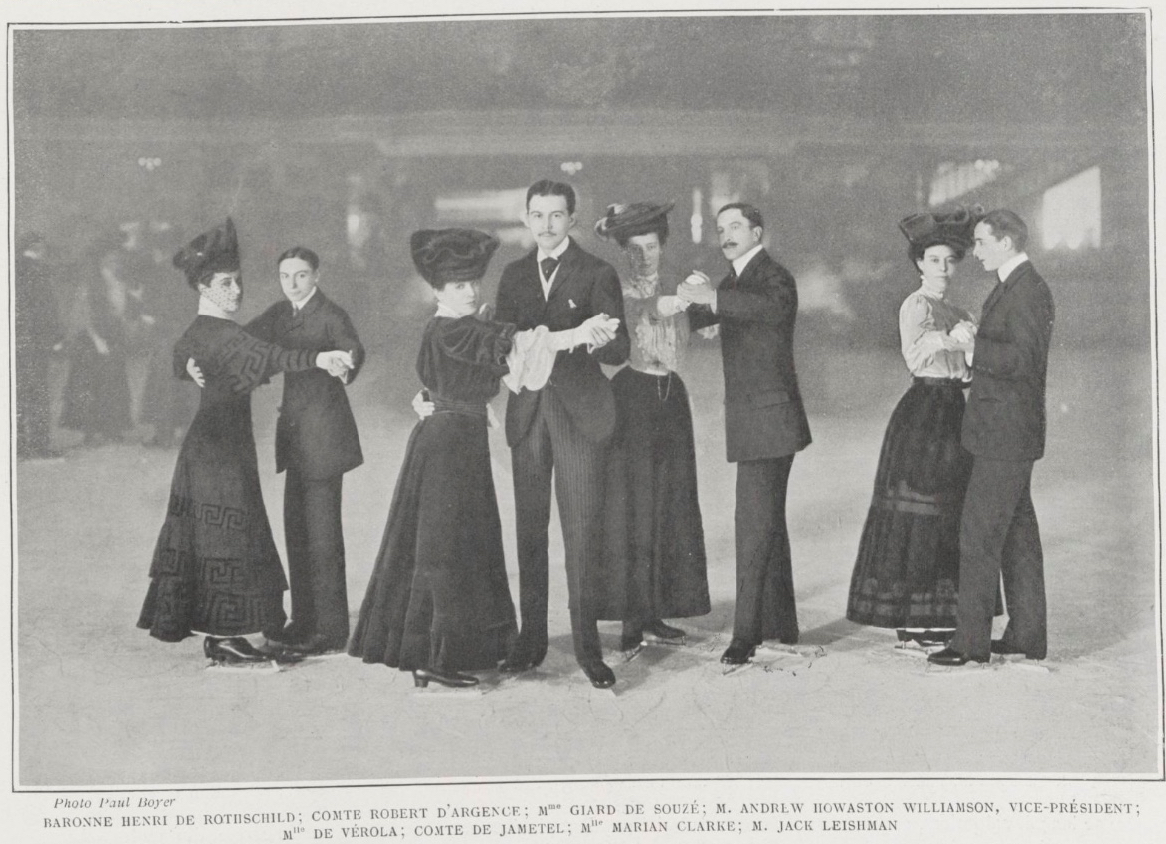
Photographie de Jametel (Le Figaro-Modes, 15 janvier 1905).

Propriétaire du yacht Inès et de chevaux de courses, Georges Jametel se consacre à la vie mondaine parisienne et aux sports. Il est membre de la Société sportive de l'Île de Puteaux, du Cercle du Bois de Boulogne, du Cercle de l'Union artistique, du Club alpin français, de la Société hippique française et de l'Union des yachts français. Vice-président, puis président du Comité du Champs-Élysées Skating-Club, il y reçoit le roi de Portugal en décembre 1905.
George eut plusieurs maîtresses et devient notamment l'amant de l'infante Eulalie d'Espagne, avec qui une relation débute au cours des années 1880. L'infant Antoine d'Orléans assure dans une lettre à la reine régente Marie-Christine que son épouse Eulalie en est tombée enceinte. En 1908, Marie demande le divorce. Son mari est reconnu fautif d'avoir continué son aventure avec l'infante Eulalie après le mariage. Au mois d'août, le jeune frère de Marie, le duc Charles-Borwin en garnison à Metz, décide de défendre l'honneur de sa sœur et provoque en duel son beau-frère. Lors du duel, le 24 août, Georges Jametel blesse mortellement le jeune duc de Mecklembourg, qui trouve la mort peu après, à l'âge de dix-neuf ans, mais la cause de son décès est alors tenue secrète. Ils divorcent le 31 décembre 1908, Marie se remariant avec le prince Julius Ernest de Lippe (de) en 1914.

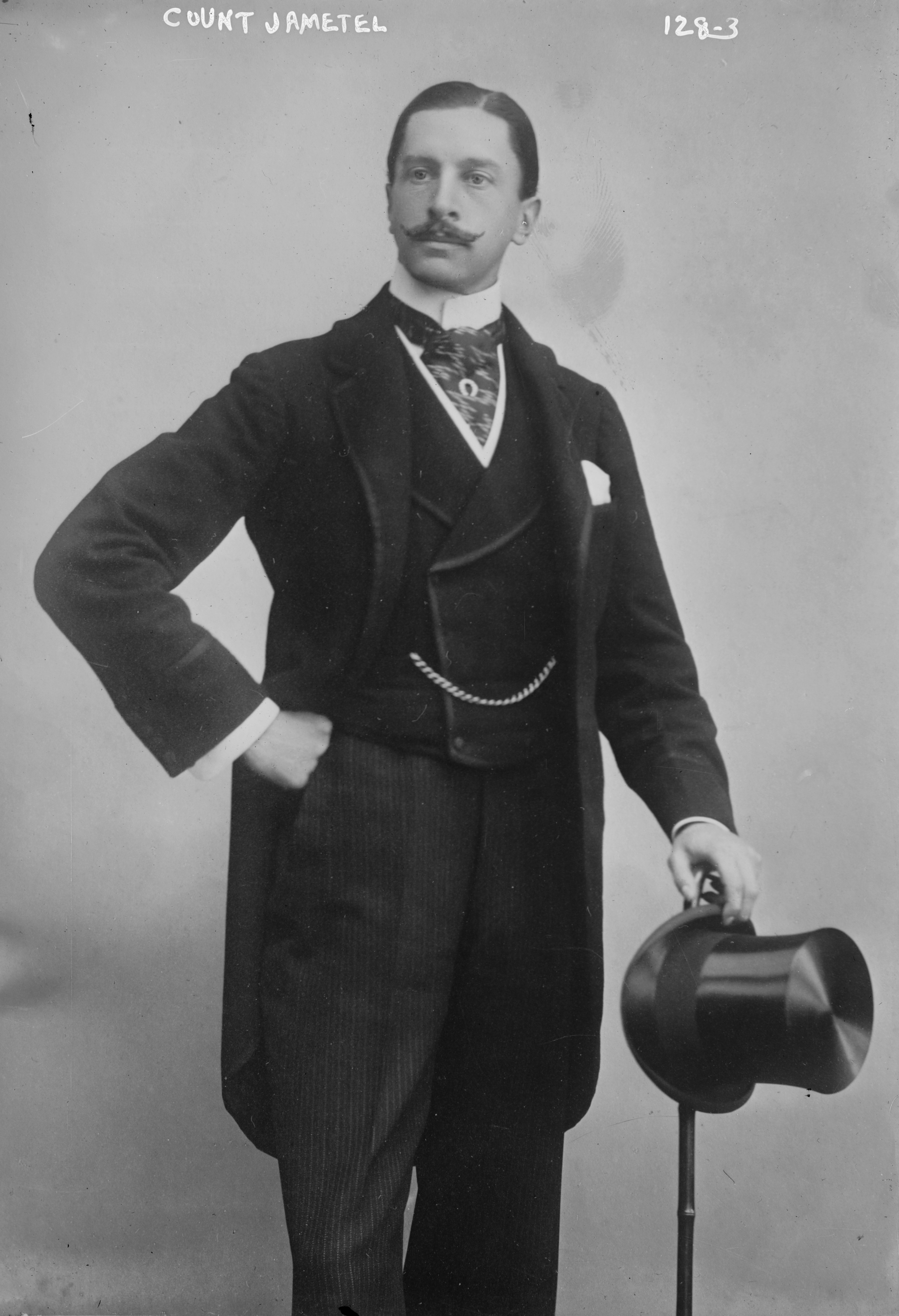
Le comte Jametel.

Il publie un ouvrage, avec introduction et notes un ensemble de 70 lettres inédites et originales dont il a fait la découverte et qui étaient adressées à Maximilien II de Bavière, lettres signées de Louis XIV, Philippe V, roi d'Espagne, Guillaume Ill, roi d'Angleterre, Marie-Louise de Savoie ou bien de la reine d'Espagne (1680-1712).

## Publications
- Lettres inédites : Louis XIV, Philippe V, roi d'Espagne, Guillaume III, roi d'Angleterre, Marie-Louise de Savoie, reine d'Espagne, Marie Casimire, reine de Pologne (1680-1714), avec introduction et notes (Capiomont, 1897)

## Sources
- , The New York Times, June 23, 1899
- [COUNTESS WANTS DIVORCE.; Cousin of Prussian Crown Princess Sues Count Georges Jametel], The New York Times, Feb. 9, 1908
- L'Allemagne dynastique: Oldenbourg, Familles alliées H-L, Giraud, 1976
- José María Zavala, La infanta republicana: Eulalia de Borbón, la oveja negra de la dinastía, Plaza & Janés, 2008
- Ghislain de Diesbach, Les secrets du Gotha, Place des éditeurs, 2016